# L'Union (Santa Lucía)
L'Union es una localidad de Santa Lucía que forma parte del distrito de Micoud.